# Crkva Uzašašća u Kolomenskoju
Crkva Uzašašća u Kolomenskoju je najstarija crkva (1532.) u Kolomenskoju (ruski: Коло́менское), bivšem carskom posjedu koji se nalazi nekoliko kilometara jugoistočno od središta Moskve, na putu prema gradu Kolomna (po čemu je dobilo i ime). Ova crkva bila je prva od kasnije mnogih kamenih crkava s visokim tornjem koji je imao kupolu u obliku šatora, čime je prekinuto slijeđenje bizantske arhitekture i nastala je ruska. Zbog toga je 1994. godine Crkva Uzašašća u Kolomenskoju upisana na UNESCO-ov popis mjesta svjetske baštine u Europi. 

## Povijest
Selo Kolomenskoj se prvi put spominje u testamentu Moskovskog kneza Ivana I. 1339. godine. S vremenom je postao omiljeni ljetnikovac moskovskih kneževa zbog čega je 1532. godine tu podignuta Crkva Uzašašća kako bi se obilježilo dugoočekivano rođenje budućeg cara, Ivana Groznog.
Aleksej I., ruski car, je uz crkvu dao izgraditi veličanstvenu drvenu palaču s preko 250 soba i bajkovitim tornjevima. Katarina II. Velika ju je dala srušiti 1789. godine, ali moskovska uprava ju je planira obnoviti prema preživjelom drvenom modelu.
Tijekom sovjetske vlasti, mnoge drvene građevine iz raznih dijelova SSSR-a su prenesene u Kolomenskoj park koji je danas imozantan kompleks povijesnih građevina različitih oblika arhitekture.

## Odlike
Crkva od bijelog kamena ima nisko prizemlje (podklet) tlocrta upisanog grčkog križa u čijem središtu je osmerokut (četverik) iznad kojega se uzdiže visoki toranj koji je nadsvođen osmerokutnim šatorom koji završava s malenom kupolom. Izvana je crkva ukrašena uskim pilastrima na stranama četverika, prozorima s gredama u obliku strijela, dok tri trijema (kokošnik) imaju ritmične arkade otvorenih galerija. Ovo remek djelo ruske arhitekture je slijedilo oblik drvenih crkava s tornjevima s ruskog sjevera.

## Vanjske poveznice
- Fotografija (1024x768) (engl.)
- Kolomenskoye  Arhivirana inačica izvorne stranice od 31. svibnja 2010. (Wayback Machine) (njem.)